# Elezioni comunali in Toscana del 2001
Le elezioni comunali in Toscana del 2001 si tennero il 13 maggio, con ballottaggio il 27 maggio.

## Arezzo

### Montevarchi
| Candidati          | Candidati          | Voti   | %     | Liste                                | Voti   | %     | Seggi |
| ------------------ | ------------------ | ------ | ----- | ------------------------------------ | ------ | ----- | ----- |
|                    | Giorgio Valentini  | 8.182  | 52,27 | L'Ulivo                              | 6.400  | 46,45 | 11    |
| Comunisti Italiani | Giorgio Valentini  | 8.182  | 52,27 | 604                                  | 4,38   | 1     |       |
| Italia dei Valori  | Giorgio Valentini  | 8.182  | 52,27 | 197                                  | 1,43   | -     |       |
|                    | Felice Torzini     | 3.224  | 20,60 | Lista Indipendente                   | 2.620  | 19,02 | 3     |
|                    | Elisabetta Benini  | 3.085  | 19,71 | Benini Sindaco                       | 2.877  | 20,88 | 4     |
|                    | Remo Matassoni     | 862    | 5,51  | Partito della Rifondazione Comunista | 814    | 5,91  | 1     |
|                    | Gianfranco Baraldi | 300    | 1,92  | Democrazia Europea                   | 266    | 1,93  | -     |
| Totale             | Totale             | 15.653 | 100   | 20                                   | 13.778 | 100   | 17    |

## Firenze

### Figline Valdarno
| Candidati                                                | Candidati                   | Voti                        | %     | Liste                                | Voti  | %     | Seggi |
| -------------------------------------------------------- | --------------------------- | --------------------------- | ----- | ------------------------------------ | ----- | ----- | ----- |
|                                                          | Silvano Longini             | 6.055                       | 51,45 | Democratici di Sinistra              | 4.174 | 42,82 | 12    |
| Lista Civica                                             | Silvano Longini             | 6.055                       | 51,45 | 335                                  | 3,44  | -     |       |
| Comunisti Italiani                                       | Silvano Longini             | 6.055                       | 51,45 | 224                                  | 2,30  | -     |       |
| Federazione dei Verdi                                    | Silvano Longini             | 6.055                       | 51,45 | 176                                  | 1,81  | -     |       |
|                                                          | David Ermini                | 3.157                       | 26,82 | Lista Civica                         | 930   | 9,54  | 2     |
| Lista Civica                                             | David Ermini                | 3.157                       | 26,82 | 746                                  | 7,65  | 1     |       |
| Socialisti Riformisti                                    | David Ermini                | 3.157                       | 26,82 | 433                                  | 4,44  | -     |       |
| Centro Cristiano Democratico-Cristiani Democratici Uniti | David Ermini                | 3.157                       | 26,82 | 380                                  | 3,90  | -     |       |
| Seggio al candidato sindaco                              | Seggio al candidato sindaco | Seggio al candidato sindaco | 26,82 | 1                                    |       |       |       |
|                                                          | Ruggero Bongiani            | 1.985                       | 16,87 | Forza Italia                         | 1.188 | 12,19 | 1     |
| Alleanza Nazionale                                       | Ruggero Bongiani            | 1.985                       | 16,87 | 618                                  | 6,34  | 1     |       |
| Seggio al candidato sindaco                              | Seggio al candidato sindaco | Seggio al candidato sindaco | 16,87 | 1                                    |       |       |       |
|                                                          | Michelino Fabrizio          | 572                         | 4,86  | Partito della Rifondazione Comunista | 543   | 5,57  | 1     |
| Totale                                                   | Totale                      | 11.769                      | 100   | 20                                   | 9.747 | 100   | 17    |

## Grosseto

### Grosseto
| Candidati                      | Candidati                     | Voti                        | %     | Liste                                | Voti   | %     | Seggi |
| ------------------------------ | ----------------------------- | --------------------------- | ----- | ------------------------------------ | ------ | ----- | ----- |
|                                | Alessandro Antichi ✔️ Sindaco | 30.535                      | 57,88 | Forza Italia                         | 8.427  | 19,26 | 9     |
| Alleanza Nazionale             | Alessandro Antichi ✔️ Sindaco | 30.535                      | 57,88 | 7.753                                | 17,72  | 8     |       |
| CCD - CDU                      | Alessandro Antichi ✔️ Sindaco | 30.535                      | 57,88 | 3.351                                | 7,66   | 3     |       |
| Nuovo Millennio                | Alessandro Antichi ✔️ Sindaco | 30.535                      | 57,88 | 3.017                                | 6,89   | 3     |       |
| Nuovo PSI                      | Alessandro Antichi ✔️ Sindaco | 30.535                      | 57,88 | 1.405                                | 3,21   | 1     |       |
| Movimento Autonomista Toscano  | Alessandro Antichi ✔️ Sindaco | 30.535                      | 57,88 | 485                                  | 1,11   | -     |       |
| Lega Nord                      | Alessandro Antichi ✔️ Sindaco | 30.535                      | 57,88 | 103                                  | 0,24   | -     |       |
|                                | Mauro Breggia                 | 18.380                      | 34,84 | Democratici di Sinistra              | 10.175 | 23,25 | 10    |
| La Margherita                  | Mauro Breggia                 | 18.380                      | 34,84 | 3.360                                | 7,68   | 3     |       |
| Federazione dei Verdi          | Mauro Breggia                 | 18.380                      | 34,84 | 991                                  | 2,26   | 1     |       |
| Lista civica                   | Mauro Breggia                 | 18.380                      | 34,84 | 581                                  | 1,33   | -     |       |
| Partito dei Comunisti Italiani | Mauro Breggia                 | 18.380                      | 34,84 | 527                                  | 1,20   | -     |       |
| Seggio al candidato sindaco    | Seggio al candidato sindaco   | Seggio al candidato sindaco | 34,84 | 1                                    |        |       |       |
|                                | Salvatore Allocca             | 2.111                       | 4,00  | Partito della Rifondazione Comunista | 1.948  | 4,45  | 1     |
|                                | Claudio Banchi                | 859                         | 1,63  | Città Nuova                          | 801    | 1,83  | -     |
|                                | Marcello Nieri                | 420                         | 0,80  | Partito Repubblicano Italiano        | 415    | 0,95  | -     |
|                                | Franco Fusco                  | 229                         | 0,43  | Fiamma Tricolore                     | 209    | 0,48  | -     |
|                                | Bulfardo Romualdi             | 222                         | 0,42  | Democrazia Europea                   | 214    | 0,49  | -     |
| Totale                         | Totale                        | 52.756                      |       |                                      | 43.762 |       | 40    |

## Pisa

### Cascina
| Candidati                                                | Candidati                       | Voti                        | %     | Liste                                      | Voti   | %     | Seggi |
| -------------------------------------------------------- | ------------------------------- | --------------------------- | ----- | ------------------------------------------ | ------ | ----- | ----- |
|                                                          | Moreno Franceschini             | 15.520                      | 58,22 | Democratici di Sinistra                    | 7.845  | 32,70 | 12    |
| La Margherita                                            | Moreno Franceschini             | 15.520                      | 58,22 | 3.377                                      | 14,07  | 5     |       |
| Comunisti Italiani                                       | Moreno Franceschini             | 15.520                      | 58,22 | 1.805                                      | 7,52   | 2     |       |
| Socialisti Democratici Italiani                          | Moreno Franceschini             | 15.520                      | 58,22 | 453                                        | 1,89   | -     |       |
| Federazione dei Verdi                                    | Moreno Franceschini             | 15.520                      | 58,22 | 413                                        | 1,72   | -     |       |
|                                                          | Roberto Cerri                   | 4.542                       | 17,04 | Forza Italia                               | 3.673  | 15,31 | 4     |
| Nuovo PSI                                                | Roberto Cerri                   | 4.542                       | 17,04 | 255                                        | 1,06   | -     |       |
| Lega Nord                                                | Roberto Cerri                   | 4.542                       | 17,04 | 88                                         | 0,37   | -     |       |
| Seggio al candidato sindaco                              | Seggio al candidato sindaco     | Seggio al candidato sindaco | 17,04 | 1                                          |        |       |       |
|                                                          | Alessandro Pinori               | 3.540                       | 13,28 | Alleanza Nazionale                         | 2.467  | 10,28 | 3     |
| Centro Cristiano Democratico-Cristiani Democratici Uniti | Alessandro Pinori               | 3.540                       | 13,28 | 744                                        | 3,10   | -     |       |
| Seggio al candidato sindaco                              | Seggio al candidato sindaco     | Seggio al candidato sindaco | 13,28 | 1                                          |        |       |       |
|                                                          | Stefano Ferrini                 | 2.022                       | 7,58  | Rifondazione Comunista                     | 1.927  | 8,03  | 2     |
|                                                          | Carla Gabriella Ciampi Lucchesi | 710                         | 2,66  | Italia dei Valori                          | 660    | 2,75  | -     |
|                                                          | Giada Frenzilli                 | 325                         | 1,22  | Sinistra Repubblicana-Socialisti Laburisti | 286    | 1,19  | -     |
| Totale                                                   | Totale                          | 26.659                      | 100   |                                            | 23.993 | 100   | 30    |

## Pistoia

### Pescia
| Candidati                                                | Candidati                   | Voti                        | %     | Liste                   | Voti   | %     | Seggi |
| -------------------------------------------------------- | --------------------------- | --------------------------- | ----- | ----------------------- | ------ | ----- | ----- |
|                                                          | Roberto Fambrini            | 5.144                       | 41,97 | Forza Italia            | 1.870  | 17,50 | 4     |
| Alleanza Nazionale                                       | Roberto Fambrini            | 5.144                       | 41,97 | 1.832                   | 17,14  | 4     |       |
| Centro Cristiano Democratico-Cristiani Democratici Uniti | Roberto Fambrini            | 5.144                       | 41,97 | 641                     | 6,00   | 1     |       |
| Nuovo PSI                                                | Roberto Fambrini            | 5.144                       | 41,97 | 304                     | 2,84   | -     |       |
| Lega Nord                                                | Roberto Fambrini            | 5.144                       | 41,97 | 128                     | 1,20   | -     |       |
|                                                          | Galileo Guidi               | 5.624                       | 45,88 | Democratici di Sinistra | 3.304  | 30,91 | 6     |
| Rifondazione Comunista                                   | Galileo Guidi               | 5.624                       | 45,88 | 789                     | 7,38   | 1     |       |
| Pescia Democratica                                       | Galileo Guidi               | 5.624                       | 45,88 | 334                     | 3,13   | -     |       |
| Comunisti Italiani                                       | Galileo Guidi               | 5.624                       | 45,88 | 246                     | 2,30   | -     |       |
| Seggio al candidato sindaco                              | Seggio al candidato sindaco | Seggio al candidato sindaco | 45,88 | 1                       |        |       |       |
|                                                          | Claudio Giuntoli            | 1.489                       | 12,15 | Lista Civica per Pescia | 1.240  | 11,60 | 3     |
| Totale                                                   | Totale                      | 12.257                      | 100   |                         | 10.688 | 100   | 20    |

## Siena

### Siena
| Candidati                            | Candidati                   | Voti                        | %     | Liste                   | Voti   | %     | Seggi |
| ------------------------------------ | --------------------------- | --------------------------- | ----- | ----------------------- | ------ | ----- | ----- |
|                                      | Maurizio Cenni ✔️ Sindaco   | 22.701                      | 57,79 | Democratici di Sinistra | 12.256 | 34,36 | 16    |
| Partito Popolare Italiano            | Maurizio Cenni ✔️ Sindaco   | 22.701                      | 57,79 | 2.583                   | 7,24   | 3     |       |
| Lista Riformista                     | Maurizio Cenni ✔️ Sindaco   | 22.701                      | 57,79 | 1.688                   | 4,73   | 2     |       |
| Noi per Siena                        | Maurizio Cenni ✔️ Sindaco   | 22.701                      | 57,79 | 1.680                   | 4,71   | 2     |       |
| Partito della Rifondazione Comunista | Maurizio Cenni ✔️ Sindaco   | 22.701                      | 57,79 | 1.514                   | 4,24   | 2     |       |
| Partito dei Comunisti Italiani       | Maurizio Cenni ✔️ Sindaco   | 22.701                      | 57,79 | 635                     | 1,78   | -     |       |
| Federazione dei Verdi                | Maurizio Cenni ✔️ Sindaco   | 22.701                      | 57,79 | 582                     | 1,63   | -     |       |
|                                      | Massimo Fabio               | 11.676                      | 29,73 | Forza Italia            | 5.427  | 15,22 | 6     |
| Alleanza Nazionale                   | Massimo Fabio               | 11.676                      | 29,73 | 3.804                   | 10,67  | 4     |       |
| Fabio Sindaco                        | Massimo Fabio               | 11.676                      | 29,73 | 855                     | 2,40   | 1     |       |
| Seggio al candidato sindaco          | Seggio al candidato sindaco | Seggio al candidato sindaco | 29,73 | 1                       |        |       |       |
|                                      | Alfredo Monaci              | 2.941                       | 7,49  | L'Altra Siena           | 2.925  | 8,20  | 3     |
|                                      | Enzo Martinelli             | 1.058                       | 2,69  | Democrazia Europea      | 1.010  | 2,83  | -     |
|                                      | Mauro Aurigi                | 904                         | 2,30  | Quelli di Montaperti    | 708    | 1,99  | -     |
| Totale                               | Totale                      | 39.280                      |       |                         | 35.667 |       | 40    |